# Transmissierisico
De effectieve contactsnelheid β voor een bepaalde infectieziekte in een bepaalde populatie wordt uitgedrukt in het aantal effectieve contacten per tijdseenheid. 
Om een infectieziekte over te brengen, zijn namelijk drie voorwaarden vereist:
- een infectieus individu (I)
- een vatbaar individu (S)
- een effectief contact (ziekte-overdracht)

β kan berekend worden door vermenigvuldiging van:
- De totale contactsnelheid γ: het totaal aantal (al of niet effectieve) contacten per tijdseenheid (>β, want niet alle contacten resulteren in een infectie)
- De risicofactor van een infectie: het overdrachtrisico p (<1)

{\displaystyle \beta ={\gamma }\times {p}}
Deze formule geeft aan dat β niet alleen afhangt van de sociale contactpatronen (γ), maar ook specifieke overdrachtroutes en de pathogenese  (p). Zo vormen andere SOA's een verhoogd risico voor overdracht van hiv; behandeling van soa's helpen dus ook de verspreiding van hiv in te perken.
Het is vaak moeilijk of zelfs onethisch om mensen experimenteel bloot te stellen. Daarom kan men met een contactstudie na een ziekte-uitbraak γ gaan schatten. (Bijvoorbeeld na de SARS-uitbraak in 2002-2003.) De eerste besmetting (primair geval) wordt geïdentificeerd en het aantal personen dat door deze patiënt besmet werd (n; secundaire gevallen) van de beschoudwde groep vatbaren (x; familie) die in contact stonden, wordt nagegaan.  Dan is het besmettingsrisico :{\displaystyle p={\frac {x}{n}}}
Zelfs al is de hele groep vatbaar voor de ziekte, dan nog is x meestal kleiner dan het reproductiegetal R0 van de ziekte, omdat hier enkel een kleine groep (familie) beschouwd wordt, en niet het totale aantal personen waarmee contact was.